# Hedemora trivialskola
Hedemora trivialskola var en skola i Hedemora, verksam från 1700-talet till 1 juli 1893.
1527 inrättade Gustav Vasa en skola, vilken låg på andra sidan Kyrkogatan jämfört med dagens Vasaskolan. Denna skola brann ner i stadsbranden 1754, men byggdes upp igen 1762–1764. Skolan kom att ersättas 1861 med ett nytt skolhus på samma plats för skolan, då benämnd Hedemora padagogi.
År 1840 omtalas skolan som en lägre lärdomsskola .
År 1877 omtalas skolan som en tvåklassig pedagogi och 1888 som en pedagogi med 15 elever .
Pedagogin som inte blev lägre allmänt läroverk 1879 lade ner 1 juli 1893  och efterföljdes året därpå av en samskola som senare blev Hedemora högre allmänna läroverk.